# (2792) Ponomarev
(2792) Ponomarev (1977 EY1; 1965 WE; 1970 ER3; 1975 RV1; 1982 UN) ist ein ungefähr zwölf Kilometer großer Asteroid des inneren Hauptgürtels, der am 13. März 1977 vom russischen (damals: Sowjetunion) Astronomen Nikolai Tschernych am Krim-Observatorium (Zweigstelle Nautschnyj) auf der Halbinsel Krim (IAU-Code 095) entdeckt wurde.

## Benennung
(2792) Ponomarev wurde nach Nikolai Ponomarjow (1900–1942) benannt, einem Designer von astronomischen Instrumenten.